# 王召
王召（1494年—？），字子行，號南山，南直隶常州府无锡县人。明朝政治人物。

## 生平
正德十一年（1516年）丙子科应天乡试第一百一名举人，嘉靖二年（1523年）癸未科会试第三百九十一名，二甲第三名進士，疏救户部管粮主事罗洪载，授户部主事，升员外郎。后贬许州同知。

## 家族
曾祖王经。祖王宗，壽官。父王澤。母钱氏。具庆下。弟王问，嘉靖十七年进士。次弟王咨。